# Andrew Noble
Pour les articles homonymes, voir Noble (homonymie) et Andrew Noble (ski alpin).
Andrew Noble, né à Greenock en 1831 et mort à Argyll en 1915, est un artilleur et balisticien britannique. Employé comme ingénieur aux usines d'armement de W. Armstrong, il est l’inventeur du manomètre à crusher (1860) et du chronographe (1862), il étudie l'explosion de la poudre avec Abel. En 1901, il devient président de la Sté Armstrong, Whitworth & Co. Ltd.

## Biographie
Il fait ses études à Edinburgh Academy puis à l'Académie royale militaire de Woolwich. Affecté dans la Royal Artillery en 1849, il est promu capitaine en 1855. Secrétaire de la commission britannique de l'armement, il joue un rôle décisif dans l'adoption du canon rayé au lieu de l'ancien canon lisse. En 1859, il est nommé inspecteur-auxiliaire de l'Artillerie et en 1860 devient membre de la Commission des Explosifs, jusqu'à sa dissolution en 1880.
En 1860 il est embauché par les usines d'armement d’Elswick, à Newcastle-upon-Tyne, d'abord comme directeur-adjoint puis, en 1861, comme associé. Lorsque William Armstrong se retire des affaires, vers 1890, Noble abandonne ses fonctions d'ingénieur pour celles de directeur général, et prend formellement la présidence du groupe en 1900, lui assurant une croissance spectaculaire. Noble prétendait que les canons japonais qui avaient anéanti la flotte russe à la bataille de Tsushima en 1905, étaient sortis des usines d'Elswick.

## Principales réalisations
En tant qu'ingénieur des usines d'armement d’Elswick, il imagine le manomètre à crusher pour évaluer la pression de détonation dans le fût d'une arme ; en 1862, il met au point le chronographe balistique, un système de gâchettes qui permet de suivre l'accélération des projectiles le long du canon, et ainsi d'évaluer l'efficacité des différentes poudres.
Aux côtés de Frederick Abel, il améliore les propriétés de la poudre noire en ralentissant sa combustion, ce qui fait qu'elle dégage davantage de gaz et accroît la pression de détonation : ainsi, la vitesse d'éjection passe de 490 m/s à 640 m/s, et l'énergie cinétique augmente de 75%. Noble aide également Abel à mettre au point, en 1889, la « poudre sans fumée », appelée cordite au Royaume-Uni. Ces inventions bouleversent la conception des armes à feu et de leurs affûts, l'un des principaux débouchés de la Sté Armstrong Whitworth : les armes modernes de ce constructeur lui donnent un avantage commercial tel qu'il va lui permettre de se développer dans de nouveaux secteurs : la construction navale, les locomotives, les blindés et même l'aéronautique ; l'entreprise devient l'un des premiers groupes industriels du monde en 1914.